# Lituanie aux Jeux olympiques d'hiver de 2022
La Lituanie participe aux Jeux olympiques d'hiver de 2022 à Pékin en Chine. Il s'agit de sa 10e participation à des Jeux d'hiver.

## Athlètes engagés
| Sport               | Hommes | Femmes | Total |
| ------------------- | ------ | ------ | ----- |
| Biathlon            | 4      | 1      | 5     |
| Patinage artistique | 1      | 1      | 2     |
| Ski alpin           | 1      | 1      | 2     |
| Ski de fond         | 2      | 2      | 4     |
| Total               | 8      | 5      | 13    |

## Résultats

### Biathlon
| Tomas Kaukėnas   | 56 min 30 s   | 5 (1+0+2+2) | 70e | 27 min 27 s 9 | 2 (1+1) | 80e | -             | -            | -   |
| Vytautas Strolia | 52 min 10 s 4 | 1 (0+0+0+1) | 21e | 26 min 22 s 4 | 2 (1+1) | 43e | 48 min 47 s 8 | 10 (2+3+1+4) | 58e |
| Linas Banys      | 57 min 46 s 2 | 3 (1+1+0+1) | 79e | 28 min 5 s 8  | 3 (1+2) | 90e | -             | -            | -   |
| Karol Dombrovski | 56 min 30 s 1 | 4 (0+1+0+3) | 71e | 27 min 11 s 2 | 1 (0+1) | 73e | -             | -            | -   |

| Athlète               | Individuel    | Individuel  | Individuel |               | Sprint   | Sprint | Sprint |
| Athlète               | Temps         | Pénalité    | Rang       | Temps         | Pénalité | Rang   |        |
| --------------------- | ------------- | ----------- | ---------- | ------------- | -------- | ------ | ------ |
| Gabrielė Leščinskaitė | 51 min 39 s 2 | 4 (1+1+0+2) | 61e        | 23 min 37 s 1 | 0 (0+0)  | 61e    |        |

| Athlètes                                                     | Épreuve | Temps             | Pénalité | Rang |
| ------------------------------------------------------------ | ------- | ----------------- | -------- | ---- |
| Karol Dombrovski Linas Banys Tomas Kaukėnas Vytautas Strolia | Hommes  | 1 h 25 min 37 s 8 | 0+11     | 14e  |

### Patinage artistique
| Athlète                               | Épreuve         | Programme court Danse originale | Programme court Danse originale | Programme libre Danse libre | Programme libre Danse libre | Total    | Total    |
| Athlète                               | Épreuve         | Points                          | Rang                            | Points                      | Rang                        | Points   | Rang     |
| ------------------------------------- | --------------- | ------------------------------- | ------------------------------- | --------------------------- | --------------------------- | -------- | -------- |
| Paulina Ramanauskaitė Deividas Kizala | Danse sur glace | 58,35                           | 23e                             | Éliminés                    | Éliminés                    | Éliminés | Éliminés |

### Ski alpin
| Athlète           | Épreuve             | 1re manche   | 1re manche | 2e manche | 2e manche | Total        | Total        |
| Athlète           | Épreuve             | Temps        | Rang       | Temps     | Rang      | Temps        | Rang         |
| ----------------- | ------------------- | ------------ | ---------- | --------- | --------- | ------------ | ------------ |
| Andrej Drukarov   | Slalom hommes       | Abandon      | Abandon    | Éliminé   | Éliminé   | Éliminé      | Éliminé      |
| Andrej Drukarov   | Slalom géant hommes | 1 min 5 s 78 | 20e        | Abandon   | Abandon   | Pas de temps | Pas de temps |
| Gabija Šinkūnaitė | Slalom femmes       | Abandon      | Abandon    | Éliminé   | Éliminé   | Éliminé      | Éliminé      |

### Ski de fond
| Athlète           | Épreuve                | Temps         | Rang |
| ----------------- | ---------------------- | ------------- | ---- |
| Tautvydas Strolia | 15 km classique hommes | 46 min 53 s 1 | 83e  |
| Eglė Savickaitė   | 10 km classique femmes | 38 min 26 s 5 | 89e  |
| Ieva Dainytė      | 10 km classique femmes | 39 min 7 s 4  | 91e  |

| Athlète                              | Épreuve            | Qualification | Qualification | Quart de finale | Quart de finale | Demi-finale         | Demi-finale | Finale    | Finale   |
| Athlète                              | Épreuve            | Temps         | Rang          | Temps           | Rang            | Temps               | Rang        | Temps     | Rang     |
| ------------------------------------ | ------------------ | ------------- | ------------- | --------------- | --------------- | ------------------- | ----------- | --------- | -------- |
| Tautvydas Strolia                    | Individuel hommes  | 3 min 6 s 76  | 68e           | Éliminé         | Éliminé         | Éliminé             | Éliminé     | Éliminé   | Éliminé  |
| Modestas Vaičiulis                   | Individuel hommes  | 3 min 1 s 28  | 49e           | Éliminé         | Éliminé         | Éliminé             | Éliminé     | Éliminé   | Éliminé  |
| Tautvydas Strolia Modestas Vaičiulis | Par équipes hommes | Non disputé   | Non disputé   | Non disputé     | Non disputé     | 22 min 17 s 79      | 12e         | Éliminés  | 24e      |
| Eglė Savickaitė                      | Individuel femmes  | 4 min 3 s 60  | 82e           | Éliminée        | Éliminée        | Éliminée            | Éliminée    | Éliminée  | Éliminée |
| Ieva Dainytė                         | Individuel femmes  | 4 min 10 s 99 | 86e           | Éliminée        | Éliminée        | Éliminée            | Éliminée    | Éliminée  | Éliminée |
| Eglė Savickaitė Ieva Dainytė         | Par équipes femmes | Non disputé   | Non disputé   | Non disputé     | Non disputé     | Ont concédé un tour | 14e         | Éliminées | 23e      |